# Black Jack
Black Jack (ブラック・ジャック?, Burakku Jakku) è un manga scritto e disegnato da Osamu Tezuka, pubblicato per la prima volta nel 1973 per la casa editrice Akita Shoten. 
Dal manga, nel 1993, furono tratti 10 OAV diretti da Osamu Dezaki, lo stesso che poi nel 1996 diresse anche il film La sindrome di Moira; nel 2004 è stato inoltre tratto primo anime televisivo di 61 episodi, prodotto dalla Tezuka Production e diretto da Makoto Tezuka, figlio dell'autore scomparso, come vero e proprio omaggio al padre.
In Italia è uscita una raccolta di episodi nel 1995, stampata dalla allora Dynamic Italia. La serie è stata poi interamente pubblicata in 25 volumi dalla Hazard Edizioni a partire dal 2002. All'edizione 2019 di Lucca Comics & Games, J-Pop ha annunciato il lancio della nuova edizione. 
L'8 settembre 2011, sulle pagine di Weekly Shōnen Champion, è stata rilasciata una nuova serie manga a cura di Hitoshi Iwaaki e Masaaki Nakayama. 
Sempre nel 2011 ne è stata prodotta una versione live action in un film TV con Masaki Okada che interpreta la parte del personaggio protagonista. Inoltre nello stesso anno ha avuto inizio un altro manga, prequel ispirato alla serie, intitolato Young Black Jack, dal quale è stata poi tratta un'altra serie tv omonima nel 2015.

## Trama
(Segreteria telefonica di Black Jack, che identifica il personaggio.)
Il fumetto racconta le avventure di un medico senza licenza, soprannominato "Black Jack". Il nome Black Jack non ha niente a che vedere con l'omonimo gioco di carte, ma richiama la bandiera pirata con il teschio, chiamata appunto Black Jack. Infatti il protagonista è simile ad un pirata: taglia con il bisturi e arraffa i soldi (che in realtà raccoglie per scopi benefici). Quello che rende Black Jack un chirurgo ricercato è la sua abilità straordinaria che gli permette di curare malattie considerate incurabili da tutti gli altri medici.
Black Jack è aiutato da una fida assistente, Pinoko. Nell'orbita di Kuro'o Hazama (vero nome di Black Jack) ruotano molti personaggi, come lo stesso Tezuka (diventato anche lui medico, con licenza).
Nella versione anime esiste un filone narrativo più preciso, con la comparsa di personaggi come Sharoku (amico di Pinoko), del proprietario del locale in cui Black Jack va a bere, e di Largo, il cane di Pinoko (già presente in un capitolo del manga).

## Personaggi
- Black Jack (ブラック ジャック?, Burakku Jakku): il protagonista della serie. Il suo vero nome è Kuro'o Hazama (間 黒男?). È un chirurgo geniale ma privo di licenza. Il suo aspetto è volutamente inquietante: vestito perennemente di nero (tranne quando indossa il camice bianco per operare), ha il volto sfigurato dalle cicatrici lasciate da un terribile incidente avvenuto nell'infanzia, un'esplosione in cui perì anche la madre. Queste cicatrici attraversano anche tutto il suo corpo. Black Jack viene spesso definito come un medico avido, ma spesso gli episodi lo mostrano in una luce decisamente positiva, al di là delle apparenze e del suo carattere aspro.

- Pinoko (ピノコ?, Pinoko): assistente di Black Jack. Ha l'aspetto e il comportamento di una bambina di cinque anni. Il suo corpo è costituito da un esoscheletro, costruito anni prima da Black Jack per evitarle la morte. Questo esoscheletro racchiude i suoi organi interni, e le permette di sopravvivere, ma al contempo le impedisce di crescere. La sua "nascita" è narrata in uno dei primi capitoli della serie (volume 2 dell'edizione italiana).

- Jotaro Honma (本間 丈太郎?, Honma Jōtarō): il medico che anni prima salvò Black Jack, curandolo dopo l'incidente. È una delle persone cui Black Jack tiene di più. Compare in alcuni episodi (anche in ricordi). È rappresentato come un uomo basso, tozzo e con un naso deforme.

- Dottor Kiriko (ドクター キリコ?, Dokutā Kiriko): l'angelo nero dell'eutanasia. Veste di nero, ha lunghi capelli bianchi e una benda nera sull'occhio destro. Appare in alcuni episodi. Spesso la sua posizione è radicalmente opposta a quella di Black Jack, che (anche per la sua storia personale) afferma la sopravvivenza a tutti i costi.

### Giochi di parole relativi ai personaggi
- "Kuro" (黒?) significa "nero" in giapponese. Lo stesso Black Jack lascia intendere a Pinoko di aver coniato il proprio pseudonimo traducendo "Kuro'o" (inteso come contrazione di "Kuro otoko", ossia "Uomo nero") nella lingua inglese ed usando un nome comune americano, Jack.[3]
- Il nome "Pinoko" richiama Pinocchio come riferimento al suo corpo artificiale.[4] In inglese il nome somiglia anche a pinochle, un gioco di carte noto in italiano come pinnacolo.[senza fonte]
- Molti personaggi secondari hanno nomi che richiamano uomini politici dell'epoca.

## Anime

### OAV, ONA e serie televisive
Nel 1993 sono stati creati 10 OAV (a cui seguirono 3 film, tra il 1996 ed il 2005), 1 OAV del 2000, una serie ONA del 2001 di 12 episodi basati sul manga, uno special del 2003 per il trentennale con relativa serie l'anno dopo (Black Jack TV del 2004, a cui partecipò lo stesso Sugino), ed un'altra serie televisive (Black Jack 21 del 2011). Sempre del 2011 Black Jack final 2 OAV che riprendono e chiudono la prima serie del 1993. L'ultima serie uscita al momento è il prequel Young Black Jack del 2015.

### I film
Sfruttando il successo del manga e dell'anime, sono stati creati tre film basati sulla serie del 1996, 2001 e 2005. Di questi solo il primo, Black Jack - La sindrome di Moira, è uscito in Italia. I titoli di questi film sono:
1. Black Jack - La sindrome di Moira (ブラック・ジャック劇場版?, Burakku Jakku gekijōban, trad. "Black Jack - The Movie")
2. Black Jack/Heian sento (ブラック・ジャック/平安遷都?, Burakku Jakku/Heian sento, trad. "Black Jack/Capitale Heian")
3. Black Jack futari no kuroi isha (ブラック・ジャック ふたりの黒い医者?, Burakku Jakku futari no kuroi isha, trad. "Black Jack - I due medici oscuri")

### Altro
Sono stati anche creati, basandosi sulla serie:
- Dr. Pinoko no mori no bōken (Dr. ピノコの森の冒険?, Dr. Pinoko no mori no bōken, trad. "Dr.ssa Pinoko - Avventura nella foresta")

Cortometraggio di 7 minuti, proiettato prima del terzo film.
- Black Jack Special ~Inochi wo meguru mittsu no kiseki~ (ブラック・ジャックスペシャル ～命をめぐる4つの奇跡～?, Burakku Jakku Supesharu ~Inochi wo meguru mittsu no kiseki~, trad. "Black Jack Special ~I 4 miracoli oltre la vita~")

Speciale del 2003 per il trentennale formato da 4 episodi. Servì da lancio per la serie dell'anno dopo.

## Opere correlate
- Black Jack ni yoroshiku (2002-2006, 13 volumi) - il protagonista di questa storia è Saito, che si troverà di fronte a moltissimi casi medici da risolvere.
- Black Jack NEO (2006, 2 volumi) - rielaborazione del manga di Tezuka ad opera di Masayuki Taguchi.
- Shin Black Jack ni yoroshiku (2007-2010, 8 volumi) - seguito di Black Jack ni yoroshiku.
- Young Black Jack (2011-2019, 16 volumi) - prequel della serie.

## Citazioni
- Nella storia "La città delle ombre diafane" di Martin Mystère contenuta nei numeri 17, 18 e 19 fa la sua apparizione un chirurgo con lo stesso nome e un aspetto simile al personaggio creato da Tezuka.

## Accoglienza
Nel sondaggio Manga Sōsenkyo 2021 indetto da TV Asahi, 150 000 persone hanno votato la loro top 100 delle serie manga e Black Jack si è classificata al 18º posto.